# Глотко Григорій Микитович
Григорій Микитович Глотко́ (нар. 15 березня 1924, Кладьківка — пом. 6 травня 2014) — український баяніст, диригент, педагог.

## Біографія
Народився 15 березня 1924 року в селі Кладьківці Комарівського району Ніжинської округи УСРР (тепер Чернігівський район Чернігівської області, Україна). Брав участь у німецько-радянській війні з 1943 року.
1955 року закінчив Київську консерваторію  (клас баяна Миколи Різоля, диригування  Юрія Тарнопольського). З утворенням у 1955 році Рівненського музичного училища працював у ньому викладачем, з 1955 по 1987 рік завідував відділом народних інструментів, одночасно керував оркестром народних інструментів. Був організатором і диригентом камерного і симфонічного оркестрів училища. З 1969 по 1987 рік поєднував викладацьку роботу з очолюванням оркестру народних інструментів обласного Будинку самодіяльності профспілок у Рівному. З 1998 року викладав у Рівненському гуманітарному університеті. Його учнями були Богдан Депо, Володимир Андропов, Олександр Староскольцев та інші.
Помер 6 травня 2014 року.

## Відзнаки
- Нагороджений орденами Червоної Зірки (10 травня 1945), Вітчизняної війни ІІ ступеня (6 квітня 1985), медаллю «За відвагу» (23 лютого 1945)[1];
- Заслужений діяч мистецтв УРСР з 1974 року.